# Compsibidion inornatum
Compsibidion inornatum là một loài bọ cánh cứng trong họ Cerambycidae.